# Fiera di Padova
La fiera di Padova è una zona espositiva situata a Padova; fondata nel 1919, è una delle più antiche fiere d'Italia.

## Storia
Un anno dopo la fine della prima guerra mondiale, vi fu l'idea di creare una grande manifestazione al fine di rilanciare l'economia della città. La prima edizione della "Fiera di campioni" di Padova venne organizzata dal 10 al 30 giugno 1919 ed allestita in Prato della Valle, Palazzo della Ragione e Scuola Selvatico. La manifestazione, che venne visitata anche da Vittorio Emanuele III, ebbe un grande successo di pubblico, con circa 170.000 visitatori e 642 espositori. Nella prima edizione del 1919 l'azienda padovana dei Fratelli Barbieri presentò come nuovo prodotto l'Aperol, divenuto uno degli ingredienti dello Spritz.
Il 25 febbraio 1920 fu fondata la Società Anonima Fiera di Padova e Magazzini Generali, con l'imponente capitale di due milioni di lire, che decise di replicare il successo dell'esposizione, puntando anche ad un riconoscimento internazionale, con 1025 espositori, di cui 256 stranieri. L'inaugurazione dell'evento fu festeggiato con un concerto di Arturo Toscanini tenuto presso il Palazzo della Ragione. Dato lo straordinario successo, si decise l'anno successivo di creare uno spazio dedicato e permanente di 160.000 m2 in via Nicolò Tommaseo: nacque così il primo polo fieristico moderno d'Italia.
Negli anni 1930 la Fiera campionaria di Padova era annoverata ormai tra le più grandi manifestazioni fieristiche nazionali, ampliata anche con molti eventi collaterali organizzati in città. Nel 1934 l'architetto Giuseppe Tombola realizzò un nuovo portale d'ingresso monumentale e in stile razionalista, mentre i padiglioni espositivi vennero riammodernati per le nuove esigenze dell'epoca. Il nuovo complesso fieristco fu utilizzato come set cinematografico dal regista Antonio Leonviola per il film Fiera di tipi, premiato con la medaglia d'oro alla Mostra del cinema di Venezia.
Dopo la sospensione dovuta alla seconda guerra mondiale, la fiera di Padova venne riallestita nel 1947 con un grande sforzo organizzativo che consentì di ripristinare in soli 35 giorni tre su quattro padiglioni, gli uffici amministrativi e le strade di accesso.
Durante il periodo di modernizzazione degli anni 1950, aumentano anche le esigenze espositive dovute alla ripresa dell'economia: nacquero così le prime esposizioni specializzate, che crebbero sempre di più negli anni del boom economici degli anni 1960, tanto che si rese necessario l'approvazione di u  piano regolatore, per ampliare l'offerta espositiva ed organizzare le nuove aree industriali sorte nelle zone limitrofe.
Negli anni 1970 la fiera di Padova si afferma come "vetrina" dell'economia commerciale del Nordest, offrendo alle aziende venete l'opportunità di farsi conoscere sul mercato.
Negli anni 1980 la fiera di Padova è caratterizzata dall'esposizione delle nuove tecnologie dell'epoca e dal nuovo mercato del tempo libero. Viene organizzata la prima edizione del salone delle automobili e motocicli d'epoca.
Gli anni 1990 sono caratterizzati dalle nuove tecnologie di comunicazione, che consentono un mercato più aperto, dinamico e competitivo.
Negli anni 2000, oltre alla tradizionale fiera campionaria, vengono organizzate molte manifestazioni tematiche, in particolare su ambiente, benessere, meccanica e trasporti, facilitate anche dalla realizzazione dei nuovi padiglioni espositivi 7 e 8, progettati dall'architetto Franco Stella.
Negli anni 2010 l'intera area fieristica viene riqualificata, con l'inaugurazione nel 2017 del viale centrale denominato Giardino Italia.